# Kasparsbrunnen-Ried-Binn
Kasparsbrunnen-Ried-Binn ist ein Naturschutzgebiet auf dem Gebiet der baden-württembergischen Gemeinden Aidlingen und Grafenau im Landkreis Böblingen.

## Kenndaten
Das Gebiet wurde mit Verordnung des Regierungspräsidiums Stuttgart vom 23. Dezember 1988 als Naturschutzgebiet ausgewiesen und hat eine Größe von 51,9 Hektar. Es wird unter der Schutzgebietsnummer 1.157 geführt. Der CDDA-Code für das Naturschutzgebiet lautet 164032 und entspricht der WDPA-ID. 

## Lage
Das Schutzgebiet liegt südlich von Dätzingen im Würmtal und erstreckt sich bis zum Ortsteil Lehenweiler der Gemeinde Aidlingen. Es liegt im Naturraum 122-Obere Gäue innerhalb der naturräumlichen Haupteinheit 12-Gäuplatten im Neckar- und Tauberland. Es grenzt an die Landschaftsschutzgebiete 1.15.088 Grafenau (nördlich) und 1.15.091 Aidlingen (südlich) und liegt vollständig im 851 Hektar großen FFH-Gebiet Nr. 7319-341 Gäulandschaft an der Würm.

## Schutzzweck
Schutzzweck ist 
- die Erhaltung, Sicherung und Wiederherstellung einer Wiesenlandschaft mit genutzten und nicht genutzten Flächen in umweltschonender Bewirtschaftungsweise,
- die Sicherung und Förderung der ökologischen Vielfalt der Talaue, der Hangwiesen und Weiden mit allen Landschaftselementen,
- die Erhaltung und Sicherung der natürlichen Dynamik der Würm,
- die Erhaltung trittfreier Bachufer und ungestörter Vegetationszonen in den nicht bewirtschafteten Aueflächen und damit die Sicherung unbeeinträchtigter Vegetationsentwicklung,
- die Erhaltung, Sicherung und Erneuerung des Naturgutes Wasser und Schutz vor Beeinträchtigungen jeglicher Art wie Änderung der Grünlandnutzung, Öffnen der Bodenkrume, Düngungen außerhalb der Vegetationszeit.